# أطفال جواسيس
أطفال جواسيس (بالإنجليزية: Spy Kids)‏ هو فيلم مغامرة تم إنتاجه في الولايات المتحدة وصدر في سنة 2001. من بطولة أنتونيو بانديراس وكارلا جوجينو والآن كومينغ وتيري هاتشر وداني تريجو. وهو الفيلم الأول في سلسلة أطفال جواسيس.

## ملخص
انغريد وجريغوريو كورتيز هما جاسوسان يتعرضان للخطف. يكتشف اطفالهما جوني وكارمن حقيقة عمل والديها ويسعيان لانقاذهما.

## الميزانية والإيرادات
بلغت تكلفة إنتاج الفيلم حوالي 35 مليون دولار بينما حقق أرباحا تقدر بـ 147,934,180 دولار.

## وصلات خارجية
- أطفال جواسيس على موقع IMDb (الإنجليزية)
- أطفال جواسيس على موقع ميتاكريتيك (الإنجليزية)
- أطفال جواسيس على موقع الموسوعة البريطانية (الإنجليزية)
- أطفال جواسيس على موقع روتن توميتوز (الإنجليزية)
- أطفال جواسيس على موقع نتفليكس (الإنجليزية)
- أطفال جواسيس على موقع قاعدة بيانات الأفلام العربية
- أطفال جواسيس على موقع ألو سيني (الفرنسية)
- أطفال جواسيس على موقع Turner Classic Movies (الإنجليزية)
- أطفال جواسيس على موقع أول موفي (الإنجليزية)
- أطفال جواسيس على موقع بوكس أوفيس موجو (الإنجليزية)